# 任建峰
任建峰（英語：Kevin Yam，1976年8月19日—）是天主教徒、澳洲律師，曾經擔任香港律師會人權憲制事務委員會委員，前任政治組織法政匯思召集人。他10歲（1986年）隨家人移民澳洲墨爾本（因此持有澳洲籍），並畢業於墨爾本大學法律系。2001年前往香港並在港任律師。2022年返回澳洲墨爾本，2023年初成為澳洲工黨黨員。
2023年7月3日，任建峰、袁弓夷、郭鳳儀、郭榮鏗、許智峯、蒙兆達、劉祖廸及羅冠聰等八名流亡海外的香港民主派人士被香港警務處国家安全處各懸紅港幣一百萬元正通缉。案情指任建峰在海外多次勾結反華政客及組織，會見外國官員、出席聽證會，要求外國對香港政府的法官和檢控官進行制裁。相關行為涉嫌干犯《港區國安法》第29條下的勾結外國或者境外勢力危害國家安全罪。7月10日，律政司司長林定國表示就任建峰的專業失當行為，向香港律師會作出正式投訴，認為他有違大律師基本操守。

## 外部連結
- 任建峰Facebook專頁 （页面存档备份，存于）
- 野雞博士任建峰　問候小學雞, 2015年10月10日, 蘋果日報 （页面存档备份，存于）
- 任建峰：主流泛民應與本土派劃清界線, 2016年3月19日, 明報 （页面存档备份，存于）